# Municipio de Addison (Míchigan)
El municipio de Addison (en inglés: Addison Township) es un municipio ubicado en el condado de Oakland en el estado estadounidense de Míchigan. En el año 2010 tenía una población de 6351 habitantes y una densidad poblacional de 67,03 personas por km².

## Geografía
El municipio de Addison se encuentra ubicado en las coordenadas 42°50′47″N 83°9′47″O / 42.84639, -83.16306. Según la Oficina del Censo de los Estados Unidos, el municipio tiene una superficie total de 94.75 km², de la cual 91.99 km² corresponden a tierra firme y (2.91%) 2.76 km² es agua.

## Demografía
Según el censo de 2010, había 6351 personas residiendo en el municipio de Addison. La densidad de población era de 67,03 hab./km². De los 6351 habitantes, el municipio de Addison estaba compuesto por el 96.65% blancos, el 0.65% eran afroamericanos, el 0.35% eran amerindios, el 0.71% eran asiáticos, el 0.02% eran isleños del Pacífico, el 0.57% eran de otras razas y el 1.07% pertenecían a dos o más razas. Del total de la población el 2.9% eran hispanos o latinos de cualquier raza.